# Постійне
Пості́йне — село в Україні, у Рівненському районі Рівненської області. Населення — 1960 осіб.

## Географія
Селом протікає річка Зарнівка.

## Історія
У 1906 році село Дераженської волості Рівненського повіту Волинської губернії. Відстань від повітового міста 38 верст, від волості 8. Дворів 200, мешканців 1316.

### Бій відділу УПА з німецьким загоном
Відбувся 4 квітня 1943 р. між сотнею УПА «Чайки» (Войцешко Дмитро Олексійович) та загоном німців і поляків, що пограбували та спалили цей населений пункт.
Загін з трьохсот добре озброєних німців та поляків увірвався 4 квітня 1943 р. на територію села з метою пограбувати місцеве населення. В результаті господарства села були пограбовані й багато хат було спалено.
У цьому районі діяв невеликий відділ УПА під командуванням «Чайки» (Войцешко Дмитро Олексійович) який довідавшись про звірства німців, перестрів команду грабіжників в урочищі «Пожарки» й дав там їм бій. В результаті бою німецький загін втратив близько 30 бійців загиблими й багато пораненими, що попали в полон до УПА. Решта німецьких вояків відступило, залишаючи поранених та вбитих разом зі зброєю та награбованим майном. З боку упівців троє бійців отримали поранення, серед яких сотенний «Чайка» та Ващук Антон Олександрович (уродженець села Берестовець Костопільського району).
У результаті цього бою загін УПА здобув два важкі кулемети та іншу зброю, радіостанцію, два вози амуніції та польову аптеку.
УПА користувалося значною народною підтримкою в період Другої світової війни й після в після неї, у період боротьби з радянською владою.

## Походження назви села
За легендою удільний князь дуже часто із своїми слугами ходив тут на полювання дикого звіра. Коли полювання закінчувалося успішно, князь давав наказ на відпочинок. З частими постоями удільного князя, за повір'ям, і походить назва села — Постійне, від слова «постої».

## Перелік вулиць
Першою вулицею в селі є вулиця — Гайдуки. Назва її пішла від назви слуг удільного князя «гайдуків».
- Подворанці — дістала назву від двох панських дворів, які були розташовані у протилежних кінцях села. Один двір належав дідичу села, а другий — пану Звировичу.
- Козинці — її назва походить від того, що в давнину у селі проживали козаки. Ще і на сьогоднішній день на цій вулиці проживають сім'ї, яких називають козаками.
- Нечогівка — можливо, від того, що на цій вулиці поселились переселенці з далекого села, яке мало таку саму назву. Також є ще одна легенда, що колись на цій вулиці ходила чума. Бувало, що помирало відразу декілька людей в день. Люди спалили цю вулицю і там нічого не залишилося. Пізніше цю вулицю відбудували
- Гайдуки- назва цієї вулиці походить від людей які називали себе гайдуками, вони грабували татарів коли ті нападали на українські землі. За іншою версією «гайдуки»- тобто панські слуги, саме вони і були першими поселенцями. Вона становить найбільшу вулицю, яка тягнеться від села Звиздівки до центра .
- Лепішка — за повір'ям людей колись на місці цієї вулиці росла велика лепеха, яку селяни рвали на зелені свята.
- Глинища — також невеличка вулиця, яка знаходиться на повороті від вулиці Лепішка. В давнину на її місці добували руду глину.

За останні роки в селі народились нові вулиці — Жовтнева, Колгоспна, Поліська, Набережна, Майдан Незалежності.
- Колгоспна — знаходиться поблизу колгоспної ферми.
- Поліська — від назви колишнього колгоспу «Полісся».
- Набережна — знаходиться поблизу річки, яка протікає через село, і тягнеться до ставів, що знаходяться поблизу села Ганнівка.

Всього за один кілометр від вулиці Подворанці знаходиться урочище «Ловчих ям», — історично-реальна назва. В далекі віки люди полювали тут на дикого звіра. Викопували великі ями і тоді в них заганяли звіра, адже коли він упаде в яму, то його легше добивати. Одна із таких ям була знайдена на території села.
За кілометр від вулиці Нечогівка знаходиться старовинне поселення — «Дворище». За переказами старших людей це поселення існувало раніше села і було спалене татарами. До наших днів збереглися назви таких урочищ: Підбичаль, Клин, Мачули, Рудиця, Кирні, Лески, Зміїнці, Осачино. На сьогоднішній день це великі поля і сінокоси. Урочище «Горичів» — було великим пасовищем для колгоспної і людської худоби. Сьогодні його забрали під людські поля.
На початку ХХ ст. в селі було три найбільші болота — Зміїнське, Перехідненське, Горичівське. Сьогодні їх уже немає. На місці Зміїнського — викопали колгоспний став. На місці Перехідненського — утворився великий луг для випасання худоби. На місці Горичівського — утворилося торф'яне поле.

## Пам'ятки
Дуб-велетень, котрий зберігся до наших днів. За словами односельчан цьому дубу понад 850 років. Стоїть він у центрі села поблизу пошти.

## Історія колгоспу
На території села Постійне жили два поміщики — Русецький і Виджга. Русецький — там, де зараз знаходиться Гаївка, а Виджга — на північ від Ганнівки. Більшість селян були малоземельними і жили бідно, працювали на своїй землі, змушені були іти в найми до панів і багатших селян. Частина молоді працювала на каменоломнях у кар'єрах Іванової Долини.
З приходом Червоної Армії 17 вересня 1939 року, безземельні і бідняки одержали безоплатно землю. 26 сімей бідняків створили перший в селі колгосп. Землі Виджги в 1939 р. роздали, а 1940 р., після збору врожаю, на цих землях організували с/г артіль. Перший колгосп був ім. Тимошенка. Голова колгоспу був — Стус Степан Кіндратович.
Наступна спроба створити колгосп була в 1947 р., але вона не була виконаною. І нарешті в 1950 р. на території Постійненської сільської ради створили два колгоспи.
До першого колгоспу, який називався «8 Березня» входили вулиці — Гайдуки, Подворанці, а також хутори Полянівка і Томашів. Першим головою був Шилюк Степан Павлович, потім — Василишин Василь Михайлович.
До другого колгоспу, «ім. І.Франка», входили вулиці — Ничогівка, Козинці і хутір Ганнівка. В господарстві нараховувалось землі. Першим головою колгоспу був — Вітвицький, а пізніше цим господарством керували такі люди — Карпець Микола, Глущик Федір Ів., Гончаренко Григорій, Бабич Юхим Платонович.
1954 р. ці два колгоспи були об'єднані, і колгосп отримав назву ім. Леніна. Першим головою уже об'єднаного колгоспу був Тарасенко Григорій Павлович, а потім — Поліщук В.
Село до 1967 р. відносилося до Клеванського району, а 1967 р. село приєднали до Костопільського району і колгосп було перейменовано — Полісся. Колгосп Полісся очолив Корева Сава Іванович.
З 1970 р. на посаді голови колгоспу став Дубровик Костянтин Федорович.
З 1976 р. головою колгоспу працював Радчик Володимир Костянтинович.
З 1981 р. головою колгоспу працював Довжаниця Микола Михайлович.
У 1995 р. господарством колгоспу «Полісся» став керувати — Ігнатюк Петро Костянтинович. У 2000 р. колгосп було перейменовано на ПСГП — приватне сільськогосподарське підприємство. Директором на даний час є Ігнатюк Петро Костянтинович. До 2001 р. ПСГП найбільше спеціалізувалось на підгодівлі великої рогатої худоби, на вирощуванні зернових культур.
У 2002 р. відбувся розпад колгоспу.
ПСГП межує з півдня — ПСГП «Світанок», з північного сходу — ПСГП «Перемога», з півночі — ПСГП «Україна», зі сходу — ПСГП «Горинь», із заходу — ПСГП «Росія» Ківерцівського району Волинської області.

## Населення

### Мова
Розподіл населення за рідною мовою за даними перепису 2001 року:
| Мова       | Кількість | Відсоток |
| ---------- | --------- | -------- |
| українська | 1977      | 99.65%   |
| російська  | 5         | 0.25%    |
| білоруська | 2         | 0.10%    |
| Усього     | 1984      | 100%     |

## Постаті
- у селі народився письменник Ростислав Засс.
- Андрій Хомович Нездюр [6]-  відомий місцевий письменник та  краєзнавець
- Жук Володимир Дмитрович (1973—2016) — старший сержант Збройних сил України, учасник російсько-української війни.